# Johann Friedrich Horner
Johann Friedrich Horner (Zurigo, 27 marzo 1831 – Zurigo, 20 dicembre 1886) è stato un oculista svizzero.

## Biografia
Dopo aver conseguito la laurea in medicina presso l'Università di Zurigo nel 1854, continuò a studiare a Vienna, dove studiò l'oftalmoscopia sotto Eduard Jäger von Jaxtthal (1818–1884) e a Berlino, con Albrecht von Graefe (1828–1870). Fu durante questo periodo che Horner decise di diventare un oculista. Ritornò a Zurigo nel 1856 e successivamente aprì la propria clinica oculistica chiamata "Hottinghof".
Horner divenne professore ordinario di oftalmologia nel 1873. Dopo la sua morte nel 1886, la sua posizione all'università di Zurigo fu riempita da Otto Haab (1850–1931).
La sindrome di Horner, un disturbo del sistema nervoso simpatico, è stato chiamato in suo onore nel 1869. Il suo nome è associato anche al "muscolo di Horner", la parte lacrimale del muscolo orbicolare dell'occhio. Con Alexios Trantas (1867–1960) viene accreditato con "macchie Horner-Trantas".
Fu autore di numerosi articoli sulla medicina oftalmica, pubblicati in Klinische Monatsblatt für Augenheilkunde di Carl Wilhelm von Zehender.